# Harry Gravelius
Harry Gravelius, eigentlich Heinrich Jakob Gravelius, (* 22. Mai 1861 in Frankfurt am Main; † 7. Februar 1938 in Dresden) war ein deutscher Mathematiker, Geophysiker, Wasserwirtschaftler und Meteorologe sowie Rektor der Technischen Hochschule Dresden.

## Leben
Gravelius kam als Sohn des Mediziners Eduard Samuel Theodor Gravelius und dessen Frau Emilie Fritsch in Frankfurt am Main zur Welt. Der Vater verstarb bereits 1869; Gravelius besuchte die Realschule und beendete sie 1880 mit dem Abitur. Anschließend studierte er Mathematik und Astronomie an der Universität Göttingen und der Universität Berlin und war nach Ende des Studiums fast zehn Jahre lang als Privatdozent tätig. In dieser Zeit publizierte er verschiedene Werke zur Mathematik sowie seine 1892 erschienene „Sammlung gemeinverständlicher naturwissenschaftlicher Vorträge“, Plaudergänge im Weltall. Zudem unternahm er eine Bildungsreise nach England.
Gravelius promovierte 1893 mit einer Arbeit zum Thema Die Anwendung der elliptischen Functionen bei Berechnung absoluter Störungen an der Universität Marburg. Anschließend war er bis 1896 unter Hermann Keller als Hilfsarbeiter beim Preußischen Wasserausschuss tätig. An der Technischen Hochschule Dresden folgte 1897 die Habilitation zum Thema Hochwasserstudium an der Wolga und die Arbeit als Privatdozent für Mechanik und Theoretische Physik. Im Jahr 1899 wurde Gravelius „mit allerhöchster Genehmigung“ zum  außerordentlichen Professor für Gewässerkunde und Wasserwirtschaft an der TH Dresden ernannt. Von 1898 bis 1914 fungierte Gravelius als Herausgeber der Zeitschrift Gewässerkunde, in der er auch selbst rege publizierte. Ein Fokus seiner Arbeit war die „Anwendung der […] Funktionstheorie, um die Funktion zu finden, die ein Bild des gesetzmäßigen Geschehens hydrologischer und meteorologischer Vorgänge wiedergibt.“ Im Bereich der Niederschlagsforschung lag Gravelius’ Interesse bei der Wettervorhersage. Um sein Ziel – eine schnellere lokale Wetterprognose für Dresden und Umgebung – zu erreichen, baute er 1902 in seinem Wohnhaus auf der Reißigerstraße 13 eine vorhandene Wetterstation zu einer Wetterwarte aus, die als städtische Wetterwarte die Wettervorhersage für den Dresdner Anzeiger lieferte. Die Wettervorhersagen erschienen so in Dresden ab 1902 bereits mittags, wobei der Druck der kostenfreien Wetterkarte durch Unterstützung der Dresdner Stadtverwaltung geschah. Üblich war zu der Zeit eine Wettervorhersage zur Abendzeit bzw. am Folgemorgen, wobei die amtlichen Daten durch das Königlich Sächsische Meteorologische Institut in Chemnitz geliefert wurden. Erst 1905 zog das Institut nach Dresden um.
Gravelius erhielt nach dem Tod von Sophus Ruge 1904 auch einen Lehrauftrag für Geografie an der TH Dresden und war ab 1904 zudem Direktor der Geographischen Sammlung der Hochschule. Von 1914 bis 1929 lehrte und forschte Gravelius als „ordentlicher Professor für Wasserwirtschaft und Gewässerkunde mit Einschluß der Klimatologie und Meteorologie“ an der TH Dresden; den Lehrauftrag für Geografie hatte er noch bis 1917 inne. Sein zu der Zeit geplantes Hauptwerk – die vierbändige Abhandlung Grundriß der gesamten Gewässerkunde – konnte so nie realisiert werden. Band 1, Flußkunde, erschien 1914. Zwar stellte Gravelius die Manuskripte für die folgenden drei Bände Seenkunde, Grundwasser- und Quellenkunde und Niederschlag und Abfluß fertig, doch wurden die Manuskripte wie auch weitere Buchmanuskripte Gravelius’ 1945 zerstört.

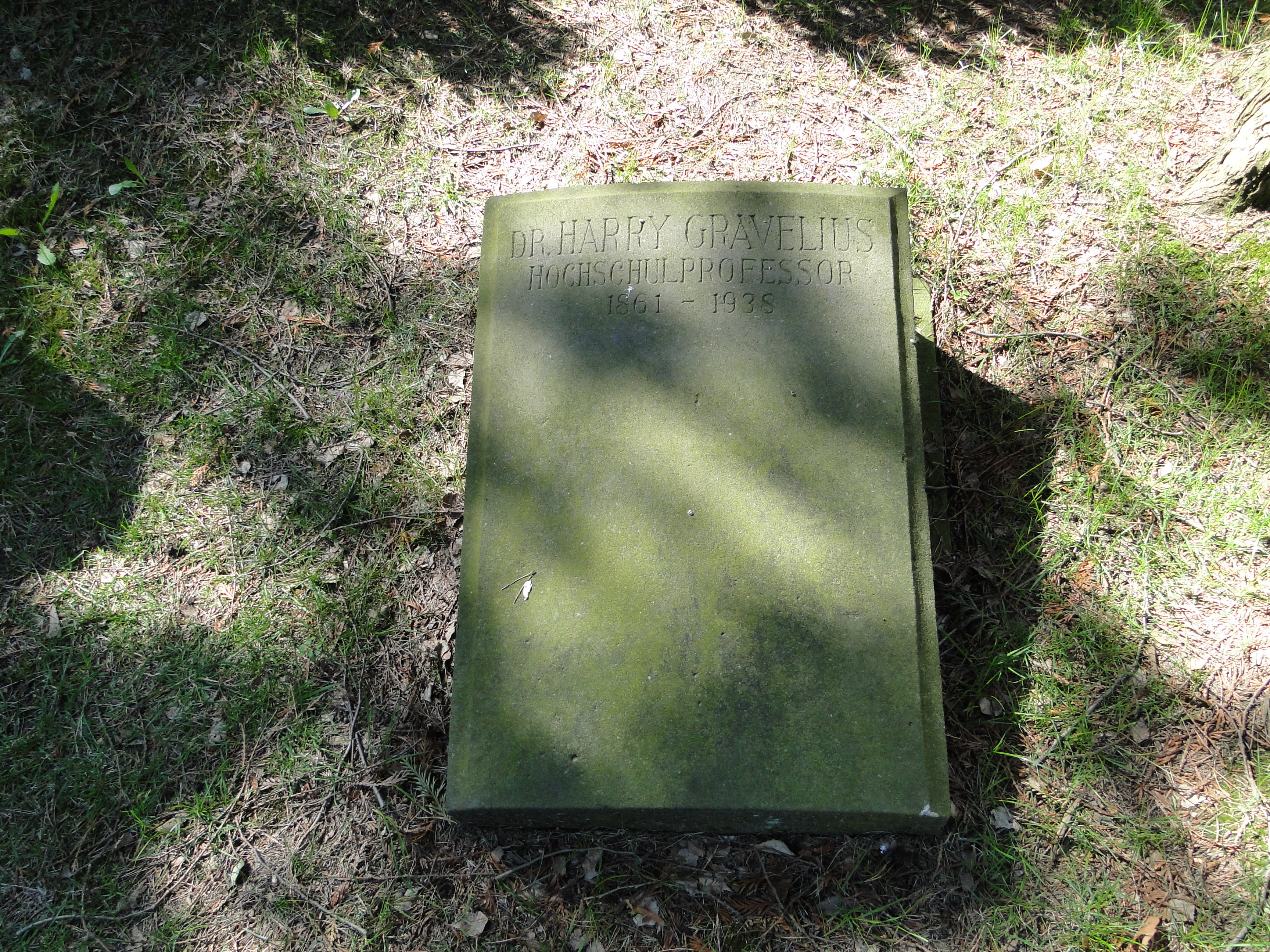
Grab von Harry Gravelius auf dem Urnenhain Tolkewitz

Während des Ersten Weltkriegs leitete Gravelius das Sozialamt für Soldatenfamilien. Er engagierte sich zudem vielfältig im Hochschulleben, war Leiter des Auslandsamts und stand der Hochschule im Jahr 1922/23 als Rektor vor. Er wurde mehrfach ausgezeichnet, so erhielt er den Albrechtsorden (Ritter Erster Klasse mit der Krone) und um 1916 das Kriegsverdienstkreuz.
Politisch engagierte sich Gravelius im Konservativen Verein zu Dresden, u. a. als dessen Vorsitzender, sowie als Vorsitzender der Abteilung Dresden der Deutschen Kolonialgesellschaft von 1910 bis 1923.
Gravelius war zwei Mal verheiratet. Mit Maria Hermine Elisabetha Vogel, die er 1883 geheiratet hatte, hatte er einen 1885 geborenen Sohn; die Ehe wurde 1893 geschieden. Im Jahr 1894 heiratete Gravelius in Berlin Anna Ida Bertha Sommer. Der Ehe entstammte Tochter Anna Hertha Erna († 1973), die 1922 den Schriftsteller Gottfried Fischer-Gravelius (1890–1974) heiratete.
Im Jahr 1929 wurde Gravelius emeritiert, publizierte jedoch weiterhin rege. Er verstarb 1938 in Dresden und wurde auf dem Urnenhain Tolkewitz beigesetzt. Seiner Hochschule hinterließ er testamentarisch seine private Büchersammlung als Schenkung.

## Publikationen (Auswahl)
- 1886: Fünfstellige logarithmisch-trigonometrische Tafeln für die Decimaltheilung des Quadranten: mit ausführlichen Tafeln zum Übergang von der neuen Theilungen des Quadranten in die alte und umgekehrt. Reimer, Berlin
- 1889: Theoretische Mechanik starrer Systeme. De Gruyter, Berlin/Boston (Reprint 2019)
- 1892: Plaudergänge im Weltall: Sammlung gemeinverständlicher naturwissenschaftlicher Vorträge. Stankiewicz, Berlin
- 1893: Zur Ethik des Leids. In: Ethische Kultur, Jg. 18, Nr. 1, 1893, S. 140–141
- 1893: Lehrbuch der Differentialrechnung: zum Gebrauche bei Vorlesungen an Universitäten und technischen Hochschulen. Dümmler, Berlin
- 1893: Lehrbuch der höheren Analysis: zum Gebrauche bei Vorlesungen an Universitäten und technischen Hochschulen. Dümmler, Berlin
- 1893: Die Anwendung der elliptischen Functionen bei Berechnung absoluter Störungen. Stankiewicz, Berlin
- 1895: Erläuterung der Beziehungen zwischen meteorologischen und Hochwasser-Erscheinungen im Odergebiet. Dümmler, Berlin
- 1897: Der Zusammenhang zwischen Wasserstandsschwankungen und Niederschlag im Gebiete der Oberen Wolga: ein Beitrag zur allgemeinen Frage der Hochwasserprognose. Köhler, Dresden
- 1898: Ueber eine Statistik der Wassermengen in den Hauptflussgebieten Frankreichs. Verlag von S. Hirzel, Leipzig
- 1898: Berichte über den Stand der Niederschlagsforschung. Verlag von S. Hirzel, Leipzig
- 1899: Pflichten der Meteorologie in Bezug auf die Landwirthschaft: Vortrag. In: Mitteilungen der Ökonomischen Gesellschaft im Königreiche Sachsen, S. 133–145
- 1914: Grundriß der gesamten Gewässerkunde. Göschen, Berlin (geplant 4 Bände, erschienen Band 1: Flußkunde)
- 1933: Einleitende Bemerkungen zur Hydrometeorologie von Sachsen. Sächsisches Amt
- 1936: Aufgaben und Wege. In: Wasserkraft und Wasserwirtschaft, Nr. 31, S. 1–3